# 평택 심복사 석조비로자나불좌상
평택 심복사 석조비로자나불좌상(平澤 深福寺 石造毘盧舍那佛坐像)은 대한민국 경기도 평택시 현덕면 덕목리, 심복사에 있는, 남북국 시대 신라의 석조 비로자나불 입상이다.
이 석불좌상은 왼손을 밑으로 지권인을 결한 채 연화대좌 위에 결가부좌한 자세로 앉아 있는 비로자나불좌상이다. 굵고 낮은 육계를 한 갸름한 얼굴, 짧은 목과 단정한 어깨, 좁은 무릎폭을 갖추고 있으며, 대체로 온화한 모습을 보여주고 있다. 신체에 걸친 법의는 가슴이 노출된 통견의로서 반원꼴의 화문이 조각된 굵은 옷깃이 특징적이며, 양팔과 무릎 위에서 도식적인 평행밀집식 옷주름을, 양 무릎 사이에는 부채꼴의 옷주름을 형성하고 있다. 대좌는 16엽의 양련이 조각된 상대석과 두 마리의 사자가 상대석을 받치고 있는 중대석, 8엽복판의 하대석으로 구성되어 있다. 이 불상은 비교적 볼륨감이 있고 단정한 모습의 우수한 상으로 경기도에서는 드물게 보는 통일신라시대의 석불이다.
1972년 3월 2일 대한민국의 보물 제565호 심복사 석조비로자나불좌상(深福寺 石造毘盧舍那佛坐像)으로 지정되었다가, 2010년 8월 25일 현재의 명칭으로 변경되었다.

## 개요
심복사 능인전 안에 모셔진 이 불상은 고려말에 파주군 몽산포에 살던 천노인(千老人)이 덕목리 앞바다에서 건져 올린 것이라고 전한다. 불상 모실 곳을 찾아 옮기던 중 광덕산에 있는 지금의 심복사 자리에 이르자 갑자기 무거워졌으므로 여기에 모시게 되었다고 한다.
머리에는 작은 소라 모양의 머리칼을 붙여 놓았으며 그 위에 있는 상투 모양의 머리(육계)는 낮게 표현되어 있다. 둥글고 원만한 얼굴에 귀가 크고 짧은 목에는 삼도(三道)의 표현이 뚜렷하다. 옷은 양 어깨를 감싸고 있으며, 옷깃과 소매깃에는 꽃무늬가 새겨져 있다. 배부분에는 안에 입은 옷을 묶은 띠매듭이 있는데 매우 사실적으로 묘사되었으며, 옷주름은 규칙적인 계단식 선들로 나타내어 단조롭고 형식적이다. 대좌(臺座)는 상·중·하대로 구성되어 있다. 상대는 16개의 연꽃무늬가 겹쳐서 새겨져 있고, 중대는 두 마리의 사자가 앞발을 들어 상대를 받치고 있는 모습이다. 하대는 8개의 겹잎 연꽃무늬가 새겨져 있다.
다소 둔중해진 느낌도 있지만 안정되고 단정한 모습의 이 불상은 전체적인 조형이 도식화된 것으로 보아 10세기에 만들어진 것으로 추정된다.

## 현지 안내문

### 국문 설명
평택 심복사 석조비로자나불좌상
平澤 深福寺 石造毘盧蔗那佛坐像
보물 제565호 
이 불상은 진리를 상징하는 부처인 비로자나불을 나타낸 것이다. 비로자나불은 오른손이 왼손을 감싸고 있는 모습을 하고 있는 것이 특징이다.
이 불상의 머리에는 부처의 지혜를 상징하는 혹과 같은 형상이 낮게 솟아 있고, 불상의 목에는 깨달음에 이르지 못한 중생이 걷게 되는 세 가지의 길을 상징적으로 표현하는 세 개의 주름이 깊게 표현되어 있다. 옷깃과 소매 깃에는 꽃무늬가 새겨져 있다.
이 불상은 고려 말 파주 문산포에서 온 어부가 이곳 덕목리 앞바다에서 고기잡이를 하다가 바다 속에서 건져 올린 것이라고 전해진다. 어부는 꿈속에서 ‘바닷가에 있는 난파된 배와 검은 소들을 이용해 절을 지어라’는 부처의 계시를 받았다. 다음날 바닷가로 가 보니 과연 그곳에 검은 소들이 있어서, 불상을 모실 절을 지을 수 있었다. 이 절이 지금의 심복사이다. 검은 소는 절이 지어지자 곧 죽었는데, 사람들은 보살이 절을 세우기 위해 나타났다가 사라진 것이라고 믿었다. 절의 경내에는 재목을 운반했던 소의 무덤이 있다.

### 영문 설명
Stone Seated Vairocana Buddha of Simboksa Temple, Pyeongtaek
Treasure No. 565
This is a statue of Vairocana, the Cosmic Buddha, who is the personification of the absolute universal truth. His right hand is clasping his left index finger, which is a distinguishing symbol of Vairocana.
This statue is presumed to have been made in the Unified Silla period (668-935). The protuberance on the top of the head, which symbolizes the wisdom of the Buddha, is particularly short. And the three creases encircling the neck, which represent the “three destinies” of afflictions, actions, and suffering, are deeply carved.
According to local legend, this statue was retrieved from the sea by a fisherman off the coast of Deongmok-ri. The fisherman wished to build a temple to enshrine this statue. Shortly thereafter, the Buddha appeared in his dream and gave him instructions to go to the seashore where there would be wood from a shipwreck and black oxen to transport the wood. He followed these instructions and built the temple, today’s Simboksa Temple. In the temple complex, there is a burial mound for the oxen, which are said to have died right after the temple was completed.

## 참고 자료
- 평택 심복사 석조비로자나불좌상 - 국가유산청 국가유산포털
- 이 문서에는 다음커뮤니케이션(현 카카오)에서 GFDL 또는 CC-SA 라이선스로 배포한 글로벌 세계대백과사전의 내용을 기초로 작성된 글이 포함되어 있습니다.